# Bibi Blocksberg i tajemnica niebieskiej sowy
Bibi Blocksberg i tajemnica niebieskiej sowy (niem. Bibi Blocksberg und das Geheimnis der blauen Eulen) – niemiecki film familijny z 2004 roku w reżyserii Franziski Buch. Sequel wcześniejszego filmu serii pt. Bibi Blocksberg - mała czarodziejka (2002). 

## Produkcja
Zdjęcia kręcono w Saksonii-Anhalt (Schulpforte, Naumburg), Bawarii (Starnberg, Bad Kohlgrub) i Styrii (góry Dachstein).

## Opis fabuły
Bibi Blocksberg poznaje nową przyjaciółkę o imieniu Elea, która od czasu wypadku porusza się na wózku inwalidzkim. Bibi chce jej pomóc, choć zabrania tego kodeks czarownic. Aby pomóc Elei, musi zdobyć magiczną niebieską sowę.

## Obsada
- Sidonie von Krosigk – Bibi Blocksberg
- Marie Luise Stahl – Elea Mischnik
- Corinna Harfouch – Rabia von Katzenstein
- Katja Riemann – Barbara Blocksberg
- Ulrich Noethen – Bernhard Blocksberg
- Monica Bleibtreu – Walpurgia
- Edgar Selge – Quirin Bartels
- Nina Petri – Lissy Mischnik
- Anja Sommavilla – Schubia
- Elea Geissler – Arkadia
- Frederick Lau – David
- Henning Vogt – Pan Hulkovic
- Rufus Beck – Kater Maribor